# サンタ・マリーア・ディ・リコディーア
サンタ・マリーア・ディ・リコディーア（イタリア語: Santa Maria di Licodia, シチリア語: Santa Marìa de Fuddia）は、イタリア共和国シチリア州カターニア県にある、人口約7,700人の基礎自治体（コムーネ）。

## 地理

### 位置・広がり

#### 隣接コムーネ
隣接するコムーネは以下の通り。
- ビアンカヴィッラ
- パテルノー
- ラガルナ